# Matthias-Claudius-Kapelle (Freiburg-Günterstal)

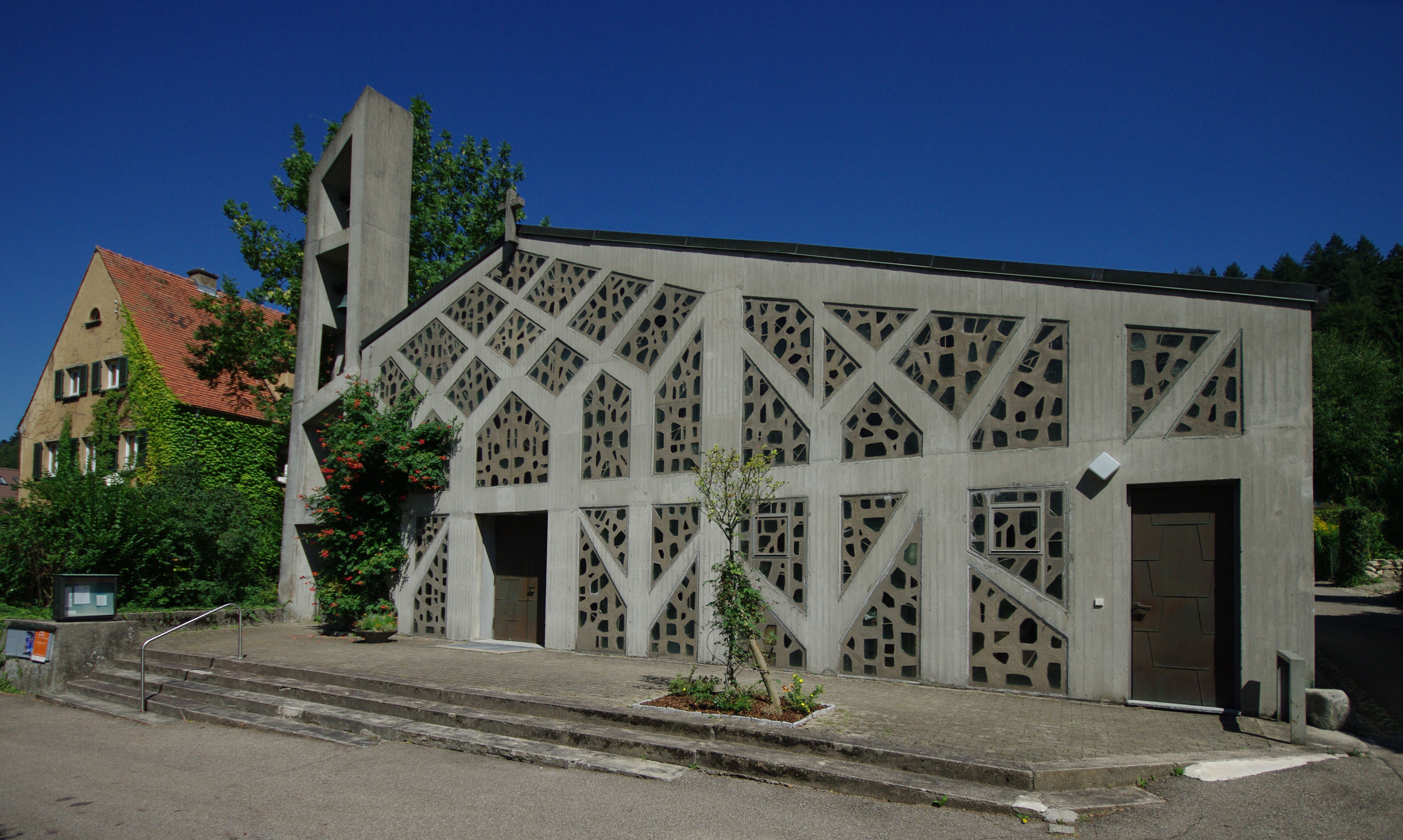
Matthias-Claudius-Kapelle

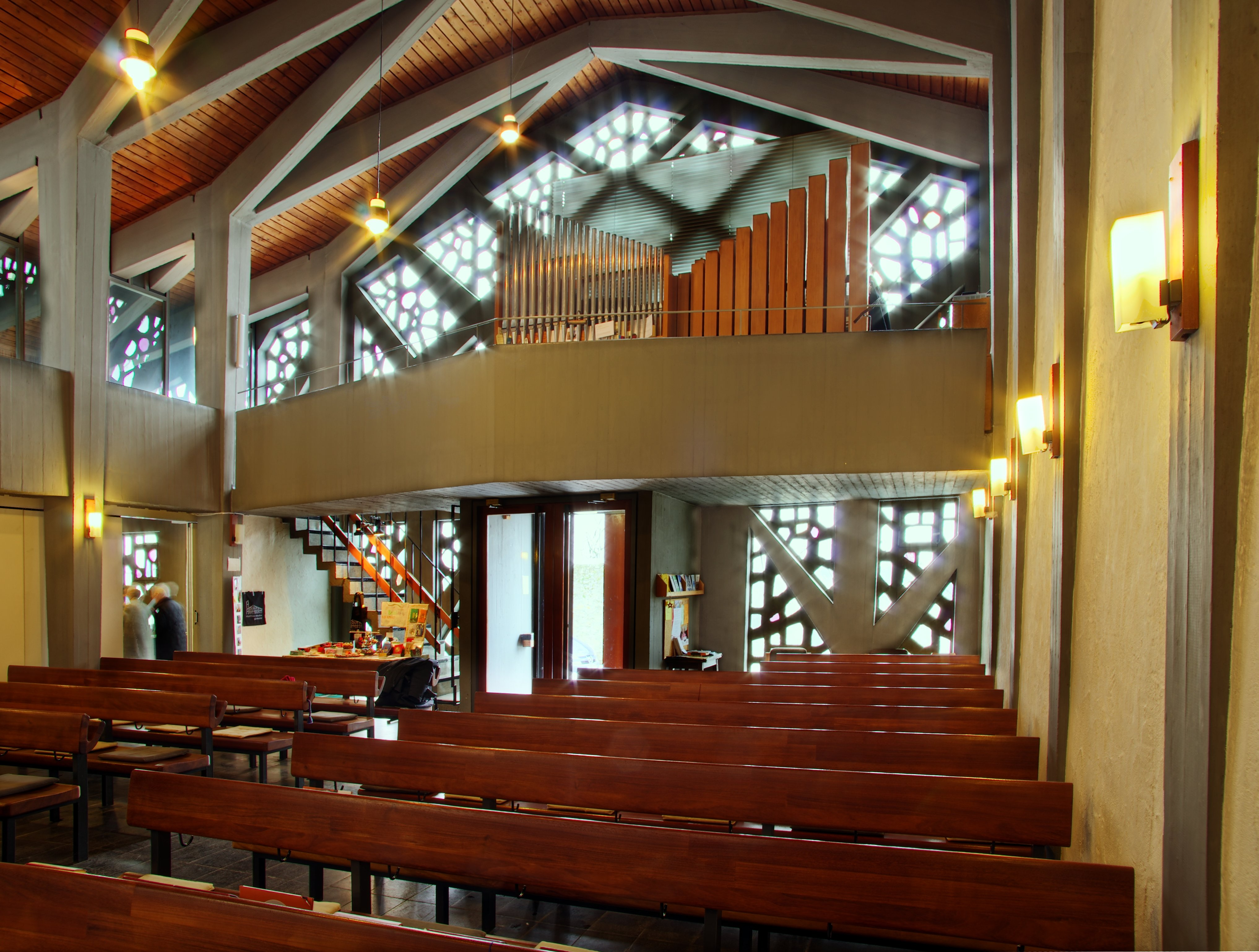
Innenansicht

Die Matthias-Claudius-Kapelle ist das Gotteshaus der evangelischen Christen im Stadtteil Günterstal der Stadt Freiburg im Breisgau und ist Heimat des kleinsten Predigtbezirks des Pfarramts Ost der evangelischen Kirche in Freiburg.
Die Kapelle wurde nach Plänen des Freiburger Architekten Walter Körte erbaut und im Jahr 1962 fertiggestellt. Einem kompakten Baukörper mit flach geneigtem Satteldach ist ein freistehender Campanile für zwei Glocken zugeordnet. Die Giebelwand entlang der Straße ist ganz in Betonglas ausgeführt. Auch im Innern ist die Betonkonstruktion nicht zu übersehen: Stützen und Träger treten als Betonrippen deutlich hervor. An der Altarrückwand ist eine nahezu lebensgroße segnende Christusfigur aus Bronze angebracht, die in ihrer Gestaltung an den gekreuzigten Christus erinnert. Sie wurde vom Emmendinger Künstler Ernst Thomann geschaffen. 
Die beiden Glocken wurden 1962 von der Glockengießerei Bachert gegossen. Die Christusglocke trägt die Inschrift „Kommet her zu mir“ und auf der kleineren Matthias-Claudius-Glocke steht „Gott, lass uns dein Heil schauen“. Die kleine einmanualige Orgel der Werkstatt Orgelbau Friedrich Weigle wurde 1965 angeschafft.